# Graphocraerus
Graphocraerus — род цикадок из отряда Полужесткокрылых. 

## Описание
Цикадки размером 5-6 мм. Коренастые, с умеренно выступающей широкой головой. темя поперечное. В СССР 1 вид.  
- Graphocraerus ventralis (Fallén, 1806)  — Палеарктика
- Graphocraerus montanus  Dlabola, 1994